# ماريان كراليفيتش
ماريان كراليفيتش (بالسلوفينية: Mario Kraljevič)‏ مواليد 30 أبريل 1970 في بفورتسهايم، ألمانيا الغربية، هو لاعب كرة سلة سلوفيني معتزل. بدأ مسيرته الاحترافية في سنة 1989. يبلغ طوله 6 قدم 11 بوصة (2.1 م). اعتزل اللعب في 2004.

## المسيرة الاحترافية
لعب مع سبليت في موسم 1987–1988، ثم لعب مع سيبونا في موسم 1988–1989، ثم لعب مع أوليمبيا من سنة 1989 إلى 1994، ثم لعب مع كرشكو من سنة 1994 إلى 1996، ثم لعب مع أوليمبيا من سنة 1996 إلى 1999، ثم لعب مع تورك تيليكوم في الدوري التركي في موسم 1999–2000، ثم لعب مع بالاكانسترو ريجيانا في الدوري الإيطالي في سنة 2001.

## روابط خارجية
- ماريان كراليفيتش على موقع الاتحاد الدولي لكرة السلة (الإنجليزية)
- ماريان كراليفيتش على موقع الدوري الأوروبي لكرة السلة (الإنجليزية)
- ماريان كراليفيتش على موقع كرة السلة الأوروبية.كوم (الإنجليزية)
- ماريان كراليفيتش على موقع ريلجم (الإنجليزية)
- ماريان كراليفيتش على موقع بروبوليرز (الإنجليزية)
- ماريان كراليفيتش على موقع سبورتس رفرنس (الإنجليزية)